# アメリカ合衆国選挙支援委員会
アメリカ合衆国選挙支援委員会（アメリカがっしゅうこくせんきょしえんいいんかい、英語: EAC: Election Assistance Commission）は、アメリカ合衆国の連邦政府独立機関である。2002年に制定された投票支援法（HAVA）に基づき設立された。
米国すべての州に対する選挙運営関連の情報センターまたは情報源として機能する。さらに、EACに課された任務には、連邦政府から州に対する補助金の支払いの管理、州がHAVAの要件を満たすための指針策定、任意投票システムガイドライン（VVSG）の採択、投票システム試験機関の認定、および投票用装置の認証がある。また、郵送有権者登録様式の開発および保守業務もEACに課されている。

## EACの任務
EACに課された選挙関連の任務には以下が含まれる。
- 任意投票システムガイドラインの開発および保守
- 米国のどの州でも使用できる投票システムの試験、認証および認証廃止プログラムの策定
- 1993年制定の全国有権者登録法（英語版）（NVRA）が定める登録様式の保守管理
- NVRAが選挙に及ぼしている効果につき、2年ごとの連邦議会への報告
- HAVA要件を満たすための補助金として連邦政府が州に対して支払う資金の管理
- 試験運用プログラムを含めた革新的選挙技術の開発のために連邦政府が拠出する基金の管理
- 選挙運営管理上のベストプラクティスに関する調査および報告
- 選挙関連諸法の制定と実施に関与する組織や団体、メディア、または情報を必要としているその他関係者に対する連邦選挙に関する情報（法律、技術、手続き、調査、データなど）の広報

### アクセシビリティの向上
その他にも、EACでは投票者が投票する際の言語や身体に関する障害を減らして、アクセシビリティを向上させるための以下のような活動を行っている。
- 投票、登録、投票所、投票機器へのアクセシビリティの調査と改善
- 障害のある人や高齢者に対するアクセシビリティの改善
- 文化的、言語学的に適切な表現を提供するための専門の翻訳チームの組織
- 翻訳チームによる連邦選挙投票者ガイド、選挙用語集、郵便投票者用紙の日本語を含む複数の言語への翻訳

## 設立後初期の経緯
2003年、連邦議会はHAVAに関連して15億米ドルの予算化を承認した。HAVAの第1編で承認された資金6億5千万ドルのほとんどは共通役務庁により配分され、その残額についてはEACに委ねられたにもかかわらず、委員の承認がHAVAに定められた2003年2月26日までに間に合わず、2003年12月9日となったために予算が未消化のままであった。
2004年度予算で、連邦議会は再度15億米ドルの予算化を承認した。投票用装置を新規に調達するための資金を州に対して割り当てる前に、州選挙に関する改善計画を連邦官報に掲載する必要があったにもかかわらず、2004年1月の時点では、EACに決まった予算管理部門が存在しなかった。

## EAC委員の選出
HAVAでは、上院および下院それぞれの与野党から推薦を受けた人物の中から大統領が委員を指名することを定めている。被指名者は上院本会議で承認された後に委員となり、最大二期連続で委員を務めることができる。また、同一政党の委員は2名以下に制限されている。

## EACの組織
議会の承認による4名の委員を補佐する組織は以下のとおりである。

### 主要役員、理事および委員会
- 基準委員会（Standards Board）
- 諮問委員会（Board of Advisors）
- 技術ガイドライン開発委員会（Technical Guidelines Development Committee）
- 執行役員（Executive Director）
  - 顧問理事（Office of General Counsel）
- 監察理事（Office of Inspector General）